# Talhafer
La Chapéla Talhafer (en francès La Chapelle-Taillefert) és una localitat i comuna de França, a la regió de la Nova Aquitània, departament de la Cruesa. La seva població al cens de 1999 era de 353 habitants. Està integrada a la Communauté de communes de Guéret-Saint-Vaury.

## Demografia
| 1968 | 1975 | 1982 | 1990 | 1999 |
| ---- | ---- | ---- | ---- | ---- |
| 319  | 261  | 257  | 310  | 353  |

## Administració
| Període   | Identitat          | Partit |
| --------- | ------------------ | ------ |
| 2001-2008 | Daniel Lory        |        |
| 2008-     | Thierry Dubosclard | PS     |